# Étienne Cœuret
Étienne Cœuret (Fougères vers 1360 - Dol, 6 décembre 1429), est un prélat breton, évêque de Dol.

## Biographie
Docteur en droit, d'abord official de Paris, archidiacre de Nantes, chancelier de Bretagne en 1401, conseiller du duc en 1402, il est nommé par  Benoit XIII évêque de Dol le 1er décembre 1405. Il fut délégué ducal au concile de Constance en 1415, ratifia le traité de Troyes en 1427, et meurt le 6 décembre 1429 .
C'est lui qui fit construire le beau porche de la cathédrale de Dol à la clé de voûte duquel on voit encore ses armes : « d'azur à 3 cœurs d'or posés 2 et 1 ». Il fut inhumé dans le chœur de la cathédrale, dans un tombeau orné de sa statue qui a été démoli en 1712.

## Sources
- Patrick Amiot, Dol-de-Bretagne d'hier à aujourd'hui. Regard sur son histoire à travers ses rues, Volume 1, 1984
- René Kerviler Répertoire général de bio-bibliographie bretonne